# Habimah

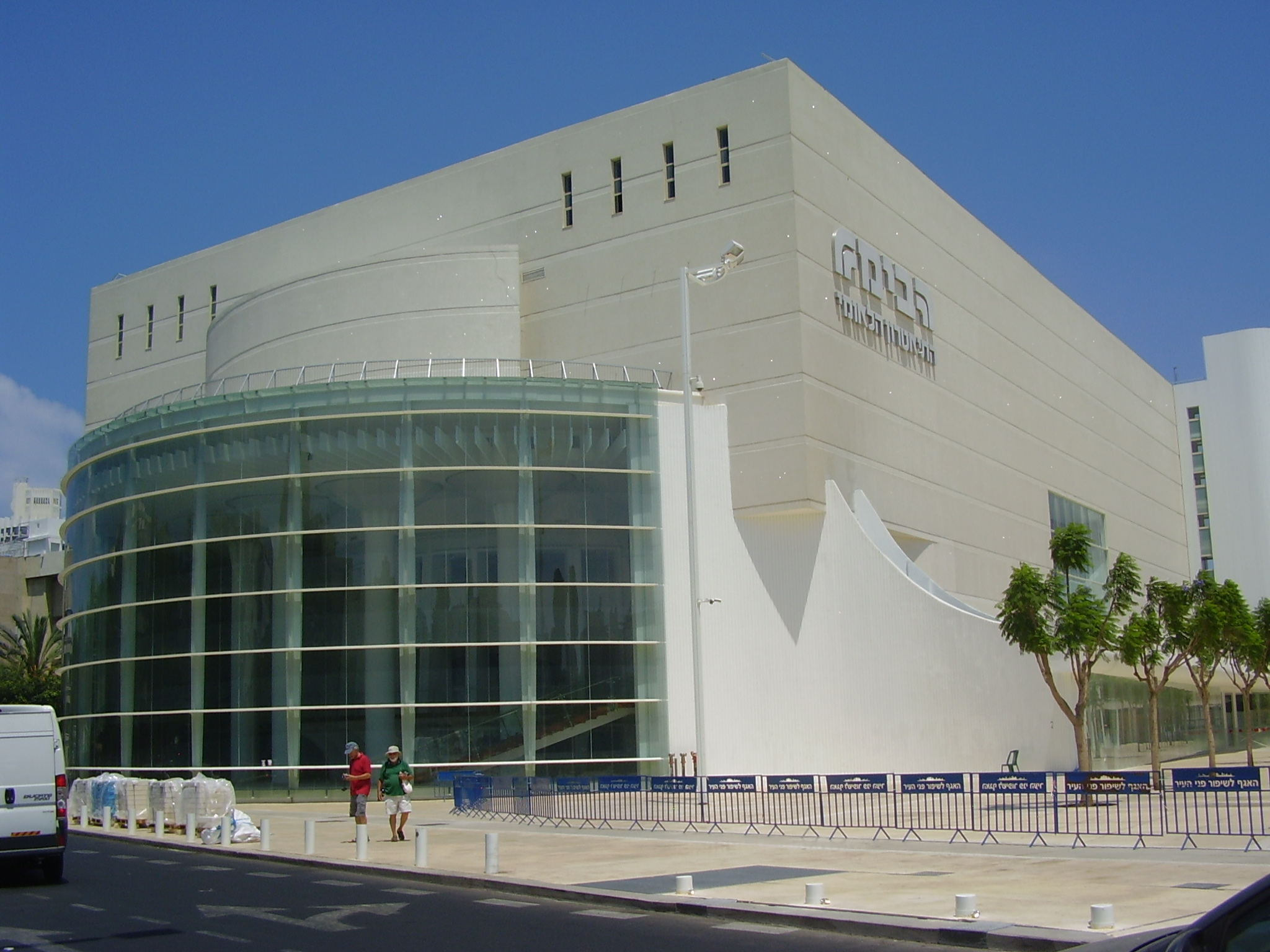
Habimah Theater (2011)

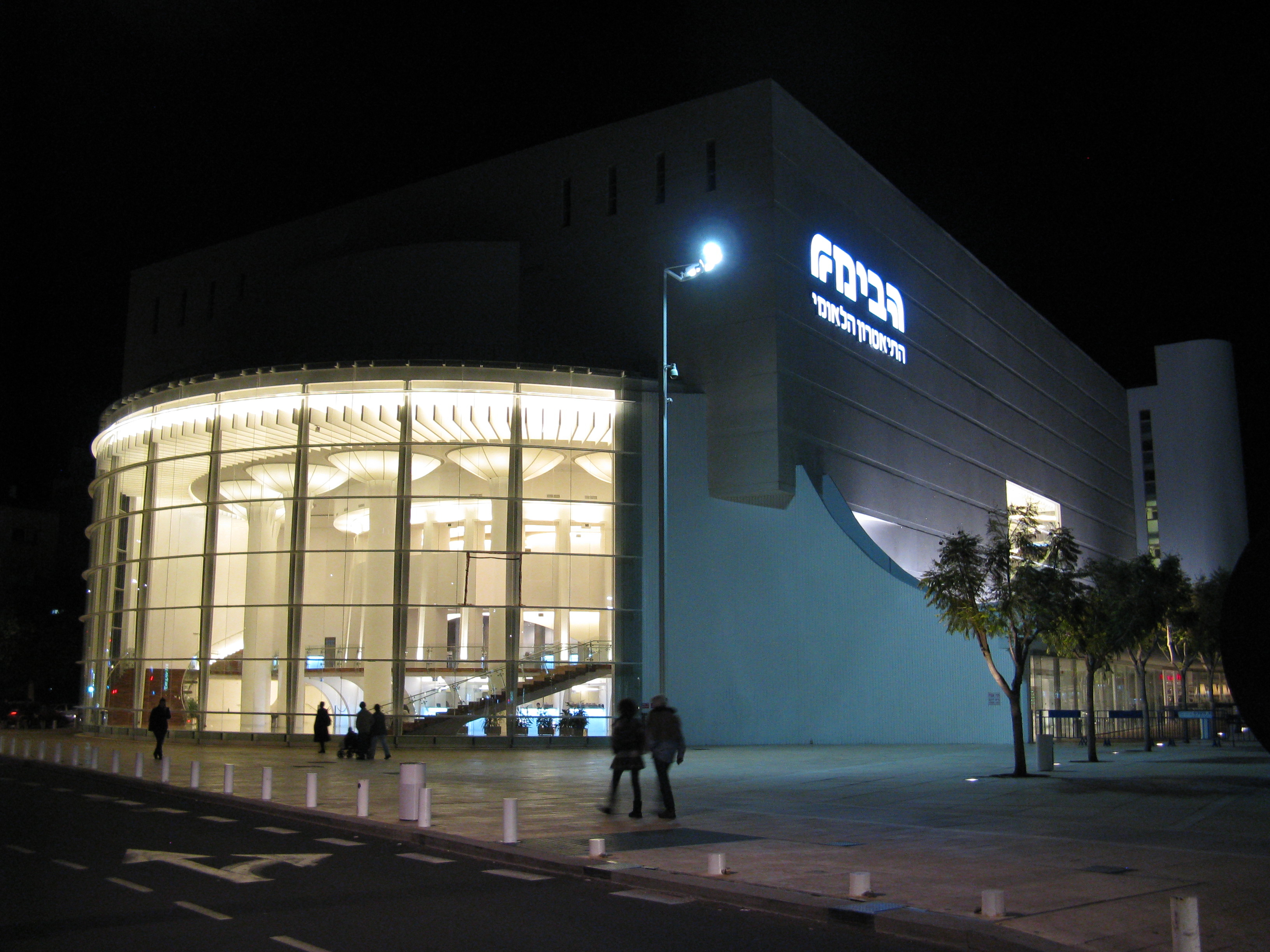

Habimah (hebräisch הַבִּימָה ha-Bīmah, deutsch ‚die Bühne‘) ist das israelische Nationaltheater in Tel Aviv.

## Geschichte des israelischen Nationaltheaters

### Gründung in Russland und Tourneen
Im Jahr 1912 gründete Nachum Zemach in Białystok das Habimah-Theater, doch musste es nach kurzer Zeit schließen. 1916 eröffnete Zemach es in Moskau erneut. Nach anderen Quellen wurde Habimah erst 1918, nach der Oktoberrevolution, von Menachem Gnessin, Nachum Zemach und Hanna Rovina in Moskau gegründet. Es stand unter der Schirmherrschaft des Moskauer Kunsttheaters, künstlerischer Leiter wurde Jewgeni B. Wachtangow, Spielstätte war das Moskauer Kunsttheater.
Die Truppe spielte Stücke von David Pinski, Salomon An-ski, Scholem Alejchem und anderen. Auf Tourneen nach Warschau, Berlin, London und New York erwarb sie sich namentlich mit den Aufführungen von Der ewige Jude, Der Dibbuk und Der Golem einen internationalen Ruf aufgrund des stilistischen Erfindungsgeistes und der besonderen künstlerischen Auseinandersetzung mit der russischen Moderne und dem deutschen Expressionismus. Kritisiert wurde zuweilen die hebräische Sprache, die in den Aufführungen verwendet wurde. Sie war eine reine Kunstsprache, wurde selbst in Palästina kaum gesprochen und hatte noch keinen eigenen literarischen Duktus entwickelt.

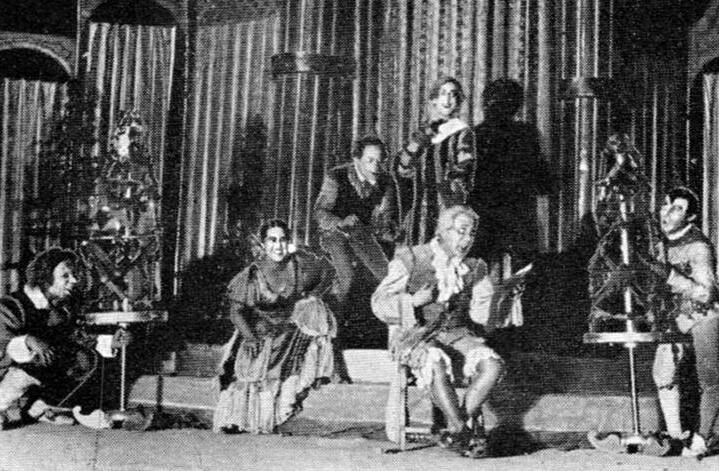
Die zwölfte Nacht von W. Shakespeare, Berlin 1930

Im Jahr 1926 verließ die Theatertruppe die Sowjetunion und trat in Lettland, Polen, Deutschland, Österreich, Frankreich und den USA auf. In Berlin wurde unter anderem Der Dibbuk von Salomon An-ski aufgeführt. Am 19. November 1930 initiierte Otto Hellmuth eine Protestkundgebung gegen eine Aufführung des Stückes im Würzburger Stadttheater, der ein überwiegend jüdisches Publikum sowie Oberbürgermeister Hans Löffler beiwohnten. Durch massiven Polizeieinsatz wurden die antisemitisch motivierten Störungen unterbunden, bei denen mehrere Menschen verletzt wurden. Vom Würzburger Schöffengericht verurteilten Störern wurden im Februar 1931 mildernde Umstände gewährt, da das Motiv der Angeklagten „kein unehrenhaftes“ gewesen sei.

### Palästina, Israel

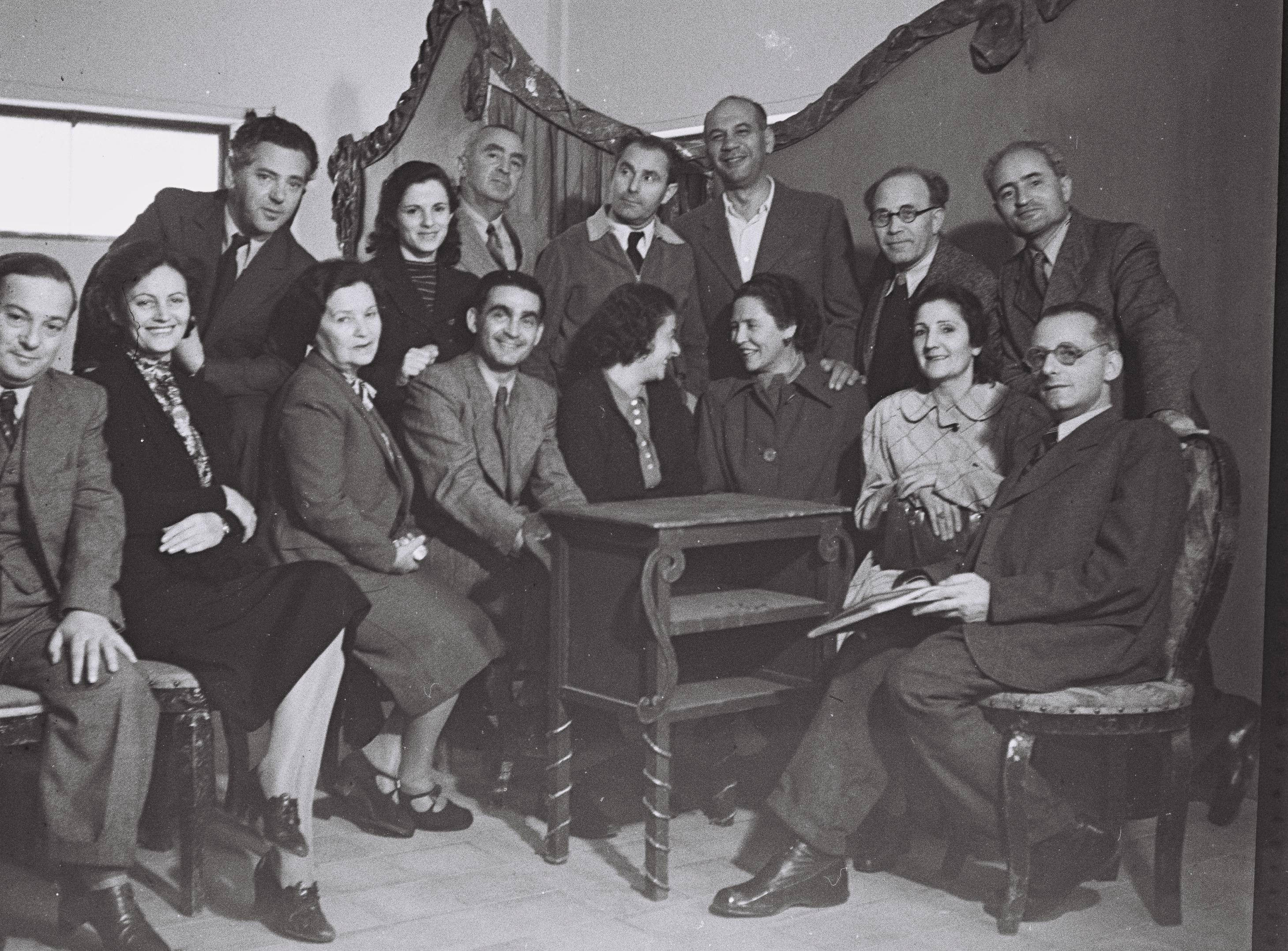
Schauspieler 1942

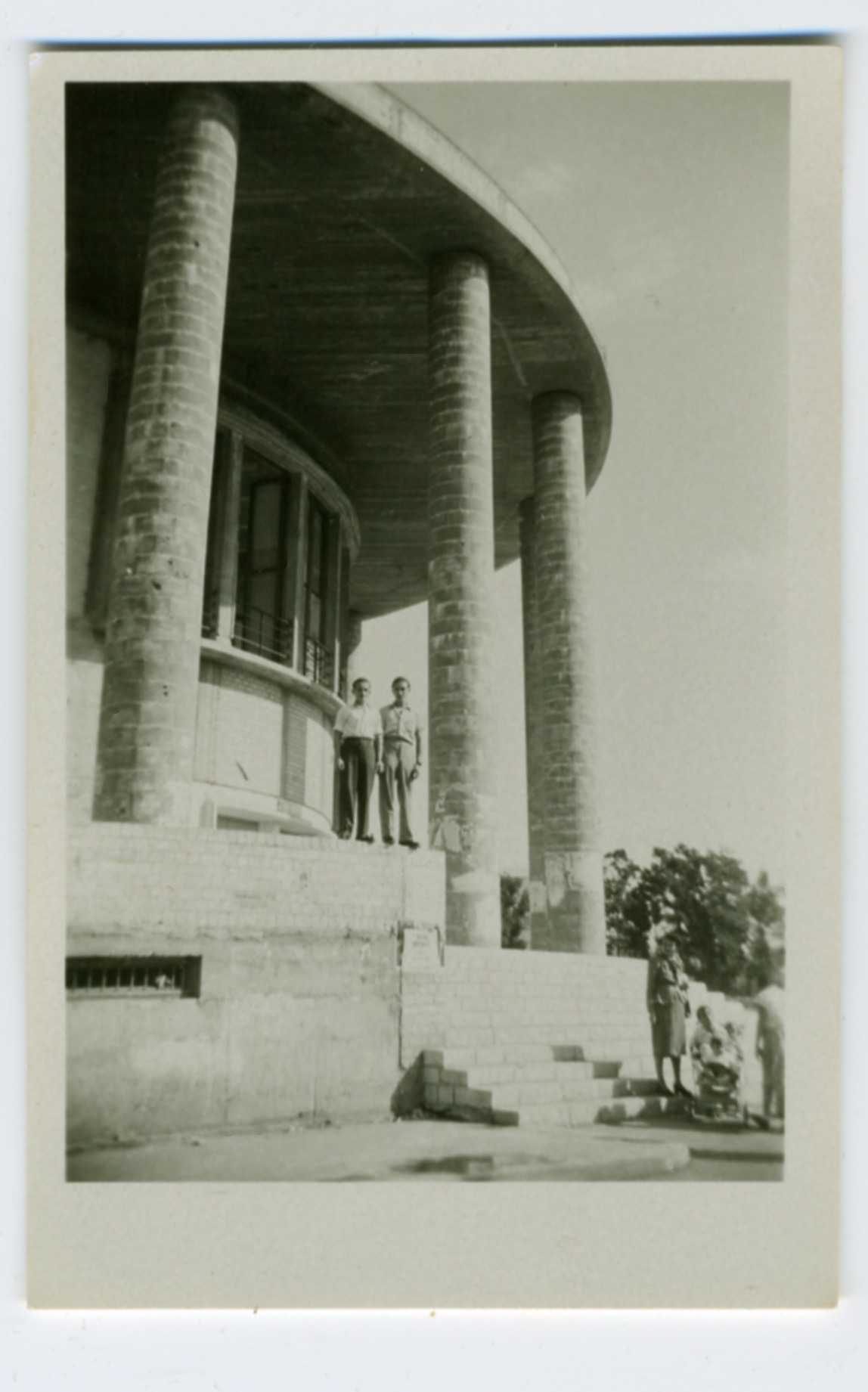
Theater in Tel Aviv 1950

Im Jahr 1928 reiste ein Teil des Ensembles nach Palästina, wo es zunächst das Stück Haotzar von Scholem Alejchem aufführte. 1931/1932 ließ es sich in Tel Aviv nieder. In der britischen Mandatszeit wurden rund 80 % der Stücke in Jiddisch, Deutsch, Englisch und Russisch aufgeführt, nach der Staatsgründung setzte sich Hebräisch durch. Im Jahr 1958 beschloss die israelische Regierung, Habimah in „Nationaltheater Habimah“ umzubenennen, u. a. um staatliche Subventionen für das Theater zu ermöglichen. Habimah gilt als eines der führenden Theater Israels.
Seit 1988 veranstaltet Habimah das Fest des originellen Theaterstücks, bei dem neue und avantgardistische Stücke aufgeführt werden.
Habimah hat heute etwa 80 fest engagierte Schauspieler; daneben sind weitere 120 Mitarbeiter beschäftigt.
Das Theater plante, im November 2016 in Kirjat Arba, einer israelischen Siedlung nahe Hebron im besetzten Westjordanland, aufzutreten. Schon im März 2016 hatte ein Auftritt in der israelischen Siedlung Ariel auf dem Programm gestanden. Zahlreiche israelische Künstler und Akademiker protestierten gegen den Plan, und die Tageszeitung Haaretz verurteilte die Entscheidung der Theaterleitung in einem Leitartikel, in dem Michel Warschawski schrieb, die Auftritte seien ein weiteres Argument für einen kulturellen Boykott Israels. Habimah verlautbarte daraufhin: „Die Leitung des Theaters ist empört und lehnt Aufrufe, bestimmte Bürger und bestimmte Städte auszuschließen, ab und verurteilt jeden Versuch eines kulturellen Boykottes gegen Orte, an denen israelische Staatsbürger leben. Habimah ist das Nationaltheater des Staates Israel.“ Die damalige Kultur- und Sportministerin, Miri Regev (Likud), die von Kulturschaffenden unter Androhung von Subventionsstreichungen „Loyalität“ gefordert hatte, erklärte: „Die Entscheidung, erstmals in Hebron aufzutreten, ist beispielhaft für die Pionierrolle des Nationaltheaters […] Ich unterstütze Habimah in seiner klaren Position gegen die Welle linker Kritik.“

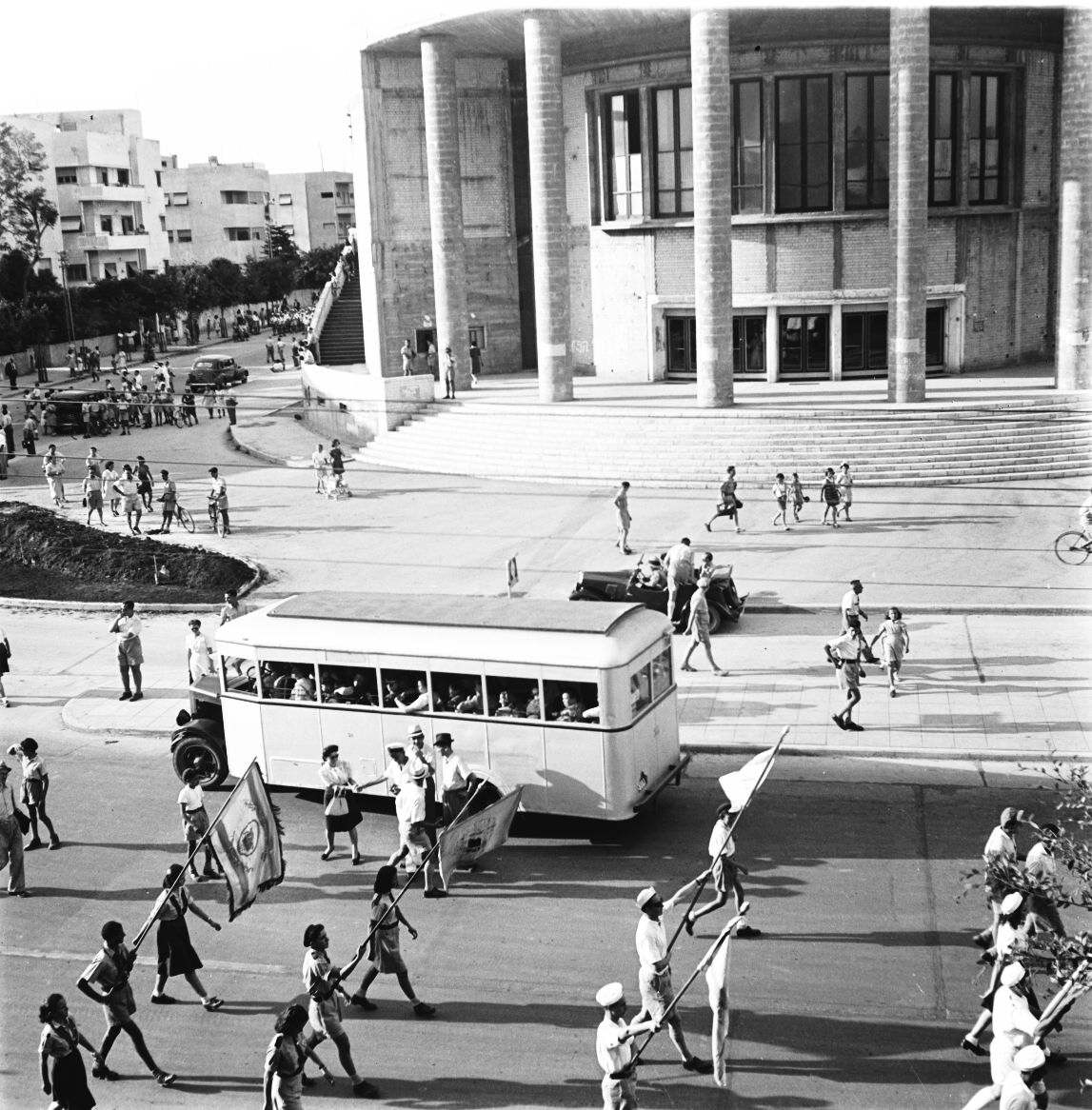
Kikkar ha-Bimah: Umzug zum Tag der See 1946 vor Kaufmanns ha-Bimah

### Auszeichnung
Habimah erhielt im Jahr 1958 den Israel-Preis, die höchste Auszeichnung des Staates Israel.

## Das Gebäude in Tel Aviv
Von 1933 an wurde das Habimah-Schauspielhaus von dem in Deutschland mit Theaterbauten erfolgreichen ungarisch-jüdischen Architekten Oskar Kaufmann im Zentrum von Tel Aviv erbaut. Das Theater-Ensemble nutzte es ab 1945 in zunächst noch unfertigem Zustand. Der Platz südlich davon wurde Kikkar ha-Bimah (hebräisch כִּכָּר הַבִּימָה ‚Habimah-Platz‘) benannt.

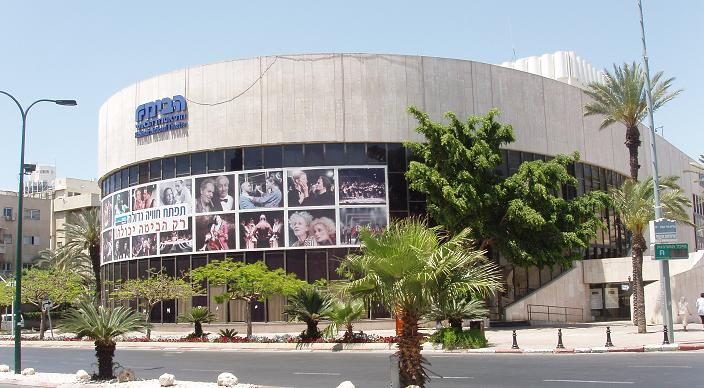
Kikkar ha-Bimah mit Habimah, 2005

Der israelische Architekt Ram Karmi wurde 2007 beauftragt, das Gebäude aus den 1930er/1940er Jahren umzubauen. Im Januar 2012 wurde es nach viereinhalbjähriger Bautätigkeit wiedereröffnet. Die Baukosten betrugen mehr als 100 Millionen Schekel (circa 21 Millionen Euro). Das Gebäude wurde um mehr als 500 Quadratmeter erweitert. Alle vier Theatersäle wurden neu gestaltet. Der als Vertreter des Architekturstils des Brutalismus bekannte Architekt wurde wegen seiner massiven Eingriffe in die ursprüngliche Ästhetik des Gebäudekomplexes kritisiert.